# Bisdom Leeuwarden

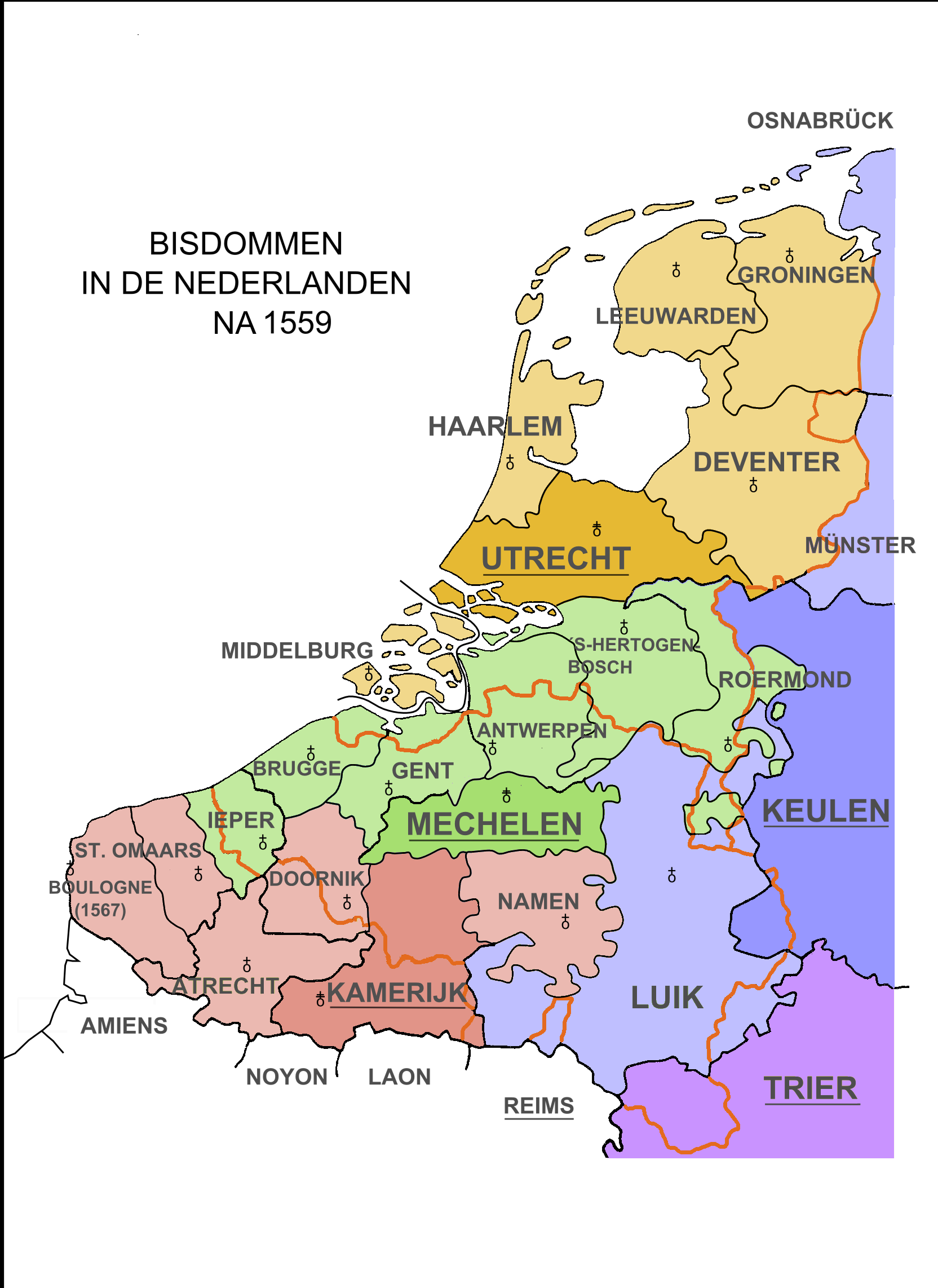
Bisdommen na Super universas

Het bisdom Leeuwarden (Latijn: Dioecesis Leowardensis) is een voormalig bisdom van de Rooms-Katholieke Kerk dat van 1559 tot 1580 heeft bestaan. Het werd op 12 mei 1559 opgericht door paus Paulus IV middels de bul Super universas. De Sint-Vituskerk werd kathedraal van het bisdom.
In zijn korte bestaan heeft het bisdom Leeuwarden maar twee bisschoppen gekend. Door felle tegenstand van de bevolking heeft alleen Cuneris Petri (1531- 1580) als bisschop gezeteld. Dit was alleen mogelijk met beveiliging door de troepen van de hertog van Alva.
Om deze toenmalige oprichting van het bisdom is in 2006 het bisdom Groningen omgedoopt tot Groningen-Leeuwarden. De Bonifatiuskerk wordt gezien als cokathedraal van het bisdom.